# بخش اسپرینگ فیلد (شهرستان همیلتون، اوهایو)
بخش اسپرینگ فیلد (به انگلیسی: Springfield Township) یک منطقهٔ مسکونی در ایالات متحده آمریکا است که در شهرستان همیلتون، اوهایو واقع شده‌است. بخش اسپرینگ فیلد ۴۳٫۱ کیلومتر مربع مساحت و ۳۶٬۳۱۹ نفر جمعیت دارد و ۲۱۸ متر بالاتر از سطح دریا واقع شده‌است.